# Est, Burkina Faso
Est är en administrativ region i östra Burkina Faso, med gräns mot Niger i nordost, Benin i sydost och Togo i söder. Befolkningen uppgår till nästan 1,4 miljoner invånare och den administrativa huvudorten är Fada N'Gourma. Est gränsar till Centre-Est, Centre-Nord och Sahel.  Den är den till ytan största regionen i Burkina Faso. Arli nationalpark är belägen i regonens södra del.

## Administrativ indelning
Regionen är indelad i fem provinser:
- Gnagna
- Gourma
- Komandjoari
- Kompienga
- Tapoa

Dessa provinser är i sin tur indelade i sammanlagt 27 departement (dessa fungerar samtidigt som kommuner).